# Бєляєв Олександр Андрійович
Олександр Андрійович Бєляєв (нар. 4 жовтня 1999, Дніпро, Україна) — український футболіст, центральний півзахисник клубу «Олександрія».

## Клубна кар'єра
Народився у місті Дніпро, вихованець академії місцевого клубу «Дніпро». У турнірах ДЮФЛ України провів 48 поєдинків, відзначився 11 голами. У 2016 році підписав з клубом контракт, проте виступав тільки за молодіжну (9 матчів, 2 голи) та юнацьку (2 матчі) команди.
2017 року перейшов у «Дніпро-1», який заявився для участі в другій лізі чемпіонату України. У складі клубу в дебютному сезоні був одним з основних гравців, а команда стала срібним призером ліги і дійшла до півфіналу Кубка України (в півфінальному матчі проти київського «Динамо» Бєляєв на 73-й хвилині замінив Єгора Чегурка).
У серпні 2018 року відправився в оренду до першолігової кропивницької «Зірки», однак, після розформування команди в зимове міжсезоння, повернувся в «Дніпро-1», у складі якого став переможцем першої ліги. Дебютував в українській Прем'єр-лізі 3 листопада 2019 року, на 88-й хвилині домашнього матчу проти луганської «Зорі» замінивши Олександра Сніжка.
У лютому 2020 році був орендований грузинським «Сабуртало», у складі якого до літа зіграв у шести матчах чемпіонату і одній грі кубка, а також виграв Суперкубок Грузії, хоча і провів увесь матч на лаві запасних, після чого повернувся до «Дніпра-1».

## Кар'єра в збірній
У 2015 році дебютував у складі юнацької збірної України U-17. У жовтні 2017 року був викликаний Олександром Петраковим в юнацьку збірну України U-19. Дебютував за команду 4 жовтня 2017 року, вийшовши в стартовому складі в матчі проти Албанії, після перерви його замінив Микола Мусолітін. Влітку 2018 року в складі збірної відправився на юнацький чемпіонат Європи в Фінляндії, на якому команда дійшла до півфіналу, а Бєляєв відіграв 2 матчі.

## Досягнення
- Друга ліга чемпіонату України
  -  Срібний призер (1): 2017/18
- Суперкубок Грузії
  -  Володар (1): 2020